# Новотроицкое (Ульчский район)
В Хабаровском крае в Хабаровском районе тоже есть село Новотроицкое.
Новотро́ицкое — село на правом берегу Амура, в Ульчском районе Хабаровского края. Входит в состав Тахтинского сельского поселения.

## Население
| 2002 | 2010 | 2011 | 2012 | 2021 |
| ---- | ---- | ---- | ---- | ---- |
| 26   | ↘6   | →6   | ↗7   | ↘0   |